# Jessie Oonark
Jessie Oonark (ᔨᐊᓯ ᐅᓈᖅ 1906 - 1985) est une dessinatrice, graveuse et artiste textile inuite née au Canada.
Influente et prolifique, ses dessins et ses tentures murales se trouvent dans de grandes collections telles que le Musée des beaux-arts du Canada. 

## Biographie
Elle est née en 1906 en baie de Chantrey, près de l'estuaire de la rivière Back dans le district de Keewatin des Territoires du Nord-Ouest:4 (actuellement Nunavut)—le territoire traditionnel des Utkukhalingmiut (en) Utkukhalingmiut, Utkukhalingmiut (les peuples de l'endroit où se trouvent les pierres à savon).
Son travail est inspiré par son expérience personnelle de chasseuse nomade qu'elle vit pendant cinquante ans, partant du camp proche de l'entrée de la rivière Back dans la baie de Chantrey dans le Honoraru jusqu'à l'endroit de chasse au caribou près du lac Garry (en). Son peuple vit l'hiver dans des maisons de glace (igloos) et l'été dans des tentes en peau de caribou. Oonark apprend très tôt à travailler le cuir pour faire des vêtements. 
Le couteau ulu utilisé par les femmes, leurs vêtements, le mukluk, et le amauti constituent des thèmes récurrents dans son travail.
Jessie Oonark a 54 ans lorsque son travail est présenté pour la première fois. Son travail prolifique suscite immédiatement un grand intérêt au sein de la scène artistique canadienne, lui apportant une grande reconnaissance en tant qu'artiste inuite.
Tous ses enfants, Janet Kigusiuq, Victoria Mamnguqsualuq Kayuryuk, Josiah Nuilalik, Nancy Pukirniq, Miriam Qiyuq, Peggy, Mary Yussipik et William Noah, sont artistes.

## Utkuhiksalik
Jessie fait partie d'une petite minorité de personnes à Baker Lake à parler couramment le langage des Utkuhiksalingmiut, Utkuhiksalingmiut (en), un sous dialecte du Netsilik,,. Comme les autres artistes originaires de ces régions tels que Luke Anguhadluk et Marion Tuu'luq (en), les traditions orales et légendes Utkuhiksalingmiut inspirent fortement ses œuvres.

## Carrière artistique
La pratique du dessin de Jessie Oonark est documentée pour la première fois à l'été 1958, par l'instituteur de Baker Lake:4. L'été suivant, en 1959, un biologiste du Service canadien de la faune, Andrew Macpherson lui fournit du papier et des crayons de couleur,:5 lui achète des dessins et en rapporta certains à Ottawa. Macpherson continue par la suite à lui faire parvenir des crayons et du papier après son retour à Ottawa à l'automne 1959. Au printemps 1960, Jessie Oonark lui envoie douze dessins, via l'officier du Service du Nord canadien  Tom Butlers:5,,:155
Boris Kotelewetz, l'officier chargé des arts et artisanats au ministère des Affaires indiennes et du nord, arrive à Baker Lake en mars 1966 et fournit à Jessie Oonark un atelier et un salaire:5.
En 1970, le Musée canadien de l'histoire à Ottawa organise une exposition itinérante de cinquante dessins de Jessie Oonark, ainsi que de travaux du sculpteur John Pangnark. Elle est montrée dans plusieurs des grands musées canadiens, durant huit mois:5.
En 1975, elle est élue à l'Académie royale des arts du Canada. L'année suivante, son travail est publié sur deux timbres de l'en Administration postale des Nations unies commémorant la Conférence des Nations unies sur les Établissements Humains.
En 1984, elle devient Officier de l'Ordre du Canada et en 1986, le Musée des beaux arts de Winnipeg organise une rétrospective de son travail avec une exposition majeure et un catalogue, tous deux titrés Jessie Oonark: a Retrospective,. 
En 1987, Jessie Oonark a déja recu onze expositions personnelles et plus de cinquante expositions collectives nationales et internationales:5.
En 1998, le Centre d'art Macdonald Stewart a présenté une exposition majeure avec un catalogue intitulé Qamanittuaq (Where the River Widens) : dessins d'artistes de Baker Lake, qui comprenait l'artiste de première génération Jessie Oonark et les dessins distinctifs de quatre de ses enfants : Janet Kigusiuq, Victoria. Mamnguqsualuk, Nancy Pukingrnak et William Noah, entre autres.[12]

## Son influence dans l'art inuit
Jessie Oonark, Pitseolak Ashoona et Kenojuak Ashevak sont parmi les premières artistes de leur génération à être reconnues en tant que figures majeures de l'art inuit et à faire l'objet d'expositions personnelles, de travaux académiques et à recevoir des prix. Le Canadian Eskimo Art Council (CEAC) a reconnu que « Sans Jessie Oonark, l'avènement de Baker Lake comme un centre de la gravure ne se serait peut-être jamais produit. C'est en grande partie grâce à son immense talent si cette communauté a reçu une attention mondiale »,.

## Collections
Le travail d'Oonark se trouve dans de nombreuses collections :
- Agnes Etherington Art Centre (en),
- Université Queen's,
- American National Insurance Company,
- Musée Amon Carter,
- Amway Environmental Foundation Collection,
- Art Gallery of Greater Victoria (en),
- Musée des beaux-arts de la Nouvelle-Écosse,
- Musée des beaux-arts de l'Ontario,
- Ontario Art Gallery of Windsor (en),
- Ontario Art Gallery of York University (en),
- Galerie d'art Beaverbrook,
- Canada Council Art Bank,
- Canadian Catholic Conference Art Collection,
- Canadian Guild of Crafts Quebec (en),
- Centre national des Arts,
- Musée canadien de l'histoire,
- Churchill Community Centre (en),
- Clifford E. Lee Collection (en)
- Collection of His Holiness John Paul II (en),
- Collection of the Supreme Patriarch of All Armenia (en),
- His Holiness, Catholicos Vazken I,
- Dennos Museum Center (en),
- Northwestern Michigan College ,
- Galerie d'art de l'Alberta,
- Musée Glenbow,
- Haffenreffer Museum of Anthropology (en),
- Kitchener-Waterloo Art Gallery,
- Klamer Family Collection (en),
- Musée des beaux-arts de l'Ontario, Macdonald Stewart Art Centre (en),
- McMaster University Art Gallery (en),
- McMichael Canadian Art Collection (en),
- Ontario Mendel Art Gallery (en),
- Musée des beaux-arts du Canada,
- Musée des beaux-arts de Montréal,
- Musée national des beaux-arts du Québec[17],
- Museum of Anthropology, University of British Columbia,
- Musée du Nouveau-Brunswick,
- Owens Art Gallery (en),
- Mount Allison University, Prince of Wales Northern Heritage Centre,
- Shell Canada Collection,
- Simon Fraser Gallery,
- Simon Fraser University,
- University of Alberta,
- University of Lethbridge Art Gallery (en),
- Alberta Whyte Museum of the Canadian Rockies (en),
- Musée des beaux arts de Winnipeg[18].

Plusieurs galeries commerciales spécialisées dans l'art Inuit sont chargées de son travail telles que la Marian Scott Gallery à Vancouver, la Houston North Gallery et le Spirit Wrestler Gallery, la Hermon Collection of Native American Art. 
Sa plus grande œuvre, une fresque réalisée en 1973, se trouve au Centre national des Arts.